# Cocoicola piperata
Cocoicola piperata är en svampart som beskrevs av K.D. Hyde & P.F. Cannon 1999. Cocoicola piperata ingår i släktet Cocoicola och familjen Phaeochoraceae.   Inga underarter finns listade i Catalogue of Life.